# Black Molly
Denna artikel behandlar serien Black Molly. För akvariefisken, se Black Molly (fisk)
Black Molly är en svensk tecknad serie i strippformat skapad av Jan Karström, producerad mellan 1989 och 1991 och publicerad i Knasen. 

## Handling
Serien handlar om piratdrottningen Black Molly, "Karibiens fulaste kvinna". I besättningen på skeppet Olden Hind ingår bl.a. styrmannen Morris, de trögtänkta matroserna Errol och Gulliver, den kloke kocken Caesar, den odräglige ädlingen Sir Loin, den alkoholiserade skeppsläkaren Doc tillsammans med flera andra klichéfigurer ur piratgenren. 